# Thurzové

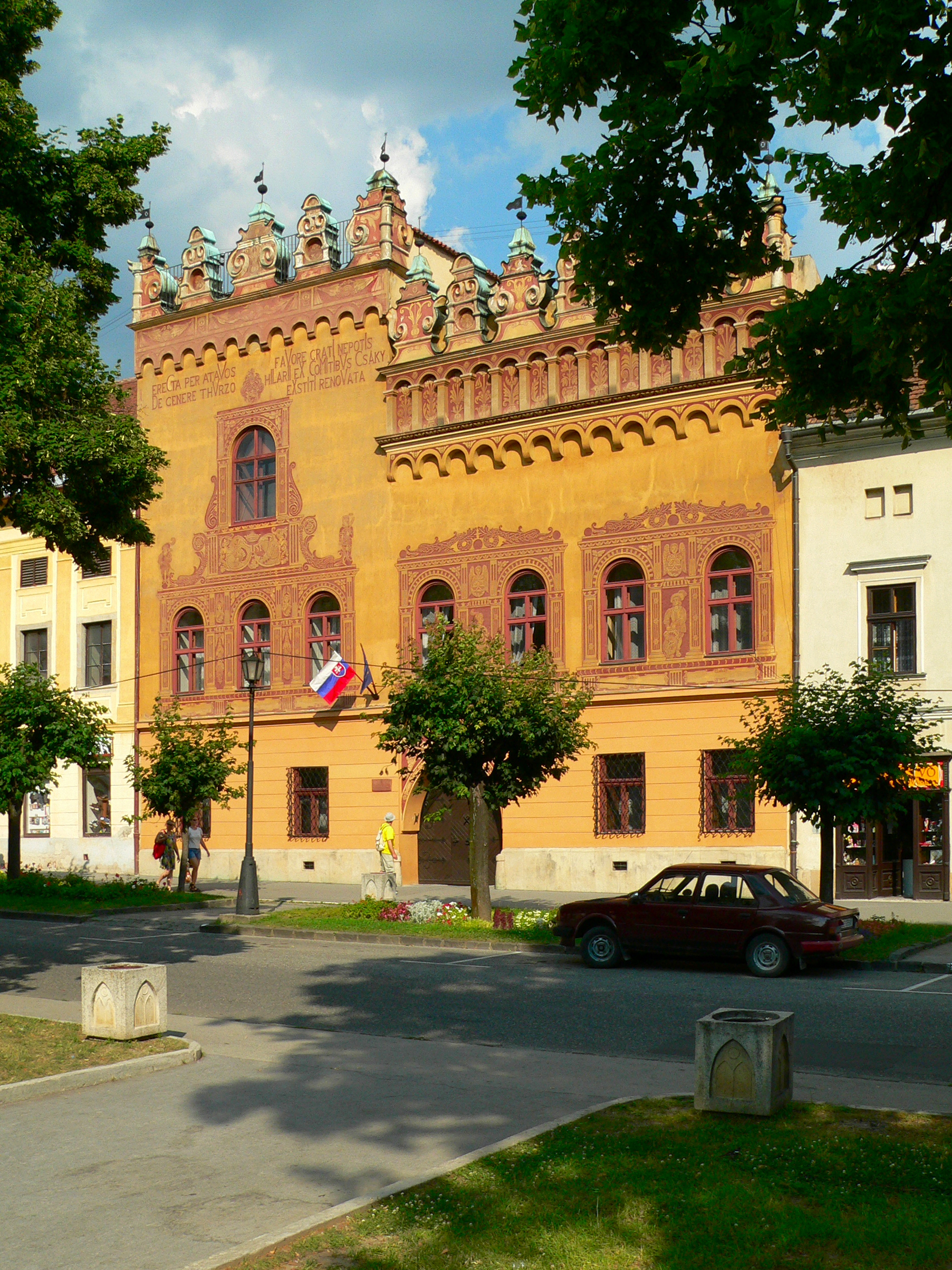
Renesanční dům Turzů v Levoči

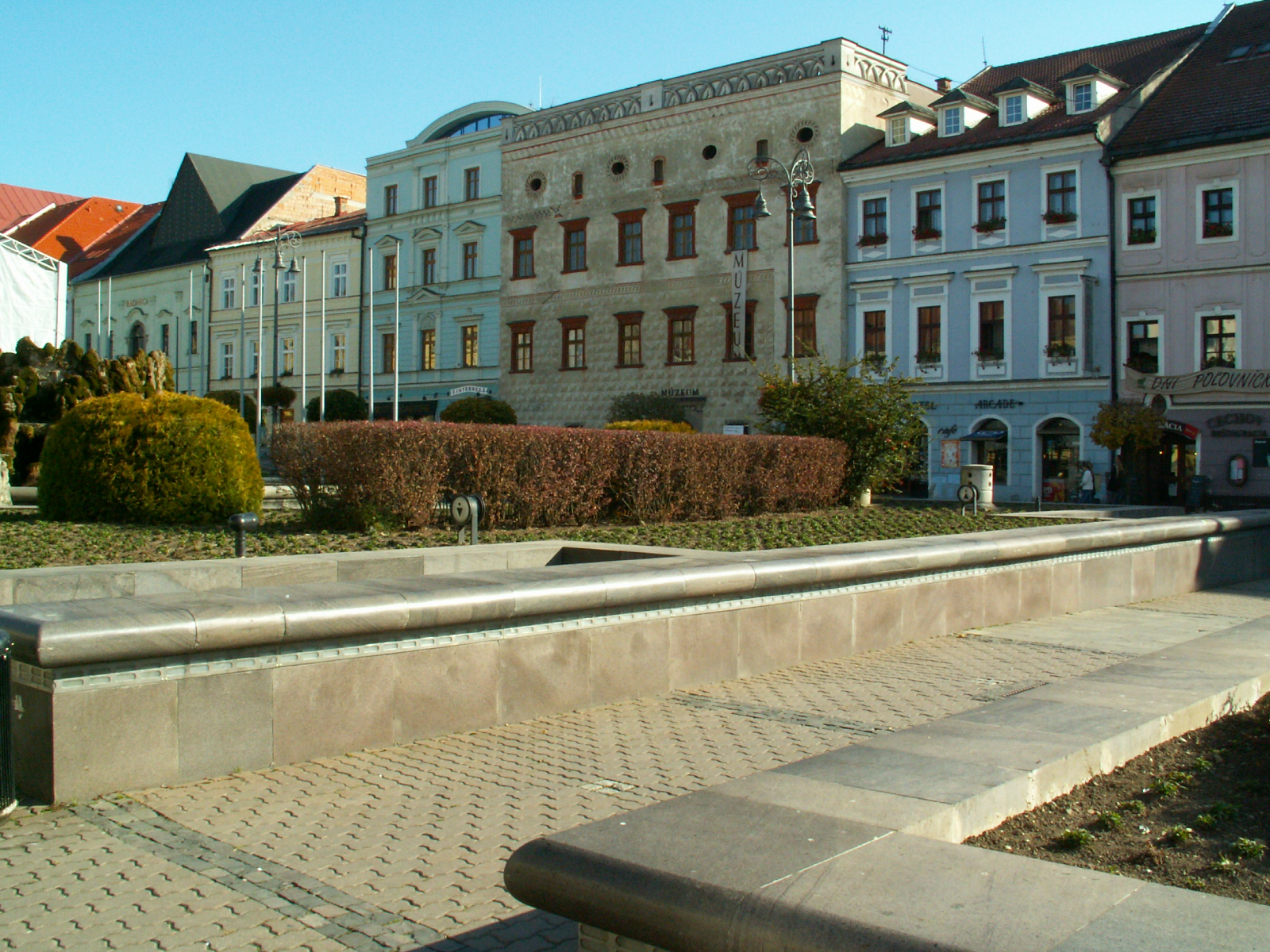
Dům Turzů v Banské Bystrici

Thurzové (slovensky Turzovci, historicky psáno Thurzo nebo Turzo; německy Thürzin, Thurzo nebo Turzo; maďarsky Thurzó) byl uherský šlechtický rod. Jeho historicky nejvýznamnější členové měli převážně slovensko-německé rodiče.[zdroj?] Vrchol hospodářské a politické moci tohoto rodu spadal do období 15. a 16. století.

## Dějiny rodu
Původní majetky rodu byly na Spiši v Betlanovcích, původně nazývaných Bethlenfalva. Prvním známým představitelem rodu je Ján z Betlanovců, který žil na přelomu 14. a 15. století, společně s bratry Jurajem Tatárem a Martinem. Příjmení Turzo poprvé použil jeho syn Juraj, levočský měšťan, narozený roku 1458.
Od konce 15. století Turzové vlastnili firmy s kovy v Krakově a Levoči a podnikali na Spiši, Gemeru, středním Slovensku, Polsku, Sedmihradsku, Čechách a Německu v oblasti hutnictví a hornictví. V roce 1494 založili Turzovsko-fuggerovskou společnost, někdy považovanou za vůbec první raně kapitalistický podnik v Evropě. S ní brzy získali světový monopol na trhu s mědí a otevřeli obchodní místa po celé Evropě. Kolem roku 1500 ovládali výrobu drahých a neželezných kovů v Uhersku. Mimo jiné vystavěli i měděnou cestu v Zalámané dolině.
Za vydělané peníze kupovali pozemky. Stali se vlastníky panství Šintava, Hlohovec, Bojnice, Tematín, Trenčín, Spiš, Orava, Bytča, Červený Kameň, Hričov, Lietava, Zvolen, Tokaj, a dalších pozemků v Uhrách a Německu. Byli jedním z nejvýznamnějších magnátských rodů v Uhersku po celé 16. století a začátkem 17. století a postupně zastávali téměř všechny nejvýznamnější hodnosti ve správě Uherska. Byly dědičnými župany Spiše a Oravy.
V roce 1621 vymřela Imrichem po meči oravsko-bytečská větev, roku 1635 a 1636 Adamem a Michalem spišské větve rodu.

## Významní příslušníci
Transkripce jmen kolísá mezi maďarskou, německou, polskou, slovenskou a českou, stejně tak nejednotná jsou pořadová čísla za jmény.
- Martin Turzo (Márton Thurzó; 1396–1431), zakladatel rodu
- Jiří I. Turzo (Juraj I. Turzo / György de Bethléfalva Thurzo; 1430? – před 1458)
- Jan III. Turzo (30. dubna 1437 Levoča – 10. října 1508 v Baia Mare), obchodník a horní podnikatel, synové Jan IV., Jiří III. a Stanislav
- Jan IV. Turzo (1464/66–1517) – vratislavský biskup
- Zikmund IV. Turzo (cca 1465 – 12. 9. 1512), humanista, biskup v Nitře, Sedmihradsku a Velkém Varadíně
- Jan V. Turzo (1466–1520), humanista, profesor a rektor univerzity v Krakově, biskup vratislavský
- Stanislav I. Turzo (1470–1540), humanista, biskup olomoucký
- Jiří III. Turzo (1467–1521), uherský palatin, nejvyšší mincmistr, vojevůdce; manželka Anna Fuggerová
- Alexej I. Turzo (1490–1543), uherský zemský soudce, obchodník v Krakově
- Bernard I. Turzo (1500–1551) hrabě z Grafeneggu, zakladatel rodové linie
- František I. Turzo (1512–1574), biskup v Nitře
- Alexej II. Turzo (?–1594)
- Jiří VII. Turzo (1567–1616), župan Oravy a uherský palatin
- Stanislav III. Turzo (1576–1625) spišský župan a uherský palatin
- Imrich/Imré Thurzo (1598–1621)
- Ľudovít Turzo-Nosický (1827–1896), advokát, veřejný činitel, politik